# کامیلا پنگ
کامیلا پنگ (انگلیسی: Camilla Pang؛ زادهٔ ۱۹۹۳ (۳۱–۳۲ سال)) دانشمند در زمینهٔ زیست‌شناسی محاسباتی است.